# Jacek Banaszkiewicz
Jacek Ryszard Banaszkiewicz (ur. 18 lipca 1947 w Poznaniu) – polski historyk mediewista, profesor Polskiej Akademii Nauk, Uniwersytetu Marii Curie-Skłodowskiej w Lublinie i Uniwersytetu Warszawskiego. Badacz początków dziejów Polski zajmujący się przede wszystkim fabularno-mitologicznymi tradycjami średniowiecza i wątkami legendarnymi.

## Życiorys
Urodził się w Poznaniu jako syn Ryszarda Banaszkiewicza, cała rodzina przeniosła się do podwarszawskiej Jeziornej w 1957. Uczęszczał do Liceum Ogólnokształcącego im. Tadeusza Reytana w Warszawie, gdzie w 1965 uzyskał maturę. W 1970 ukończył studia historyczne na Uniwersytecie Warszawskim, broniąc pracy Próba charakterystyki średniowiecznych neuroz społecznych na przykładzie tańców w kościołach i ruchów biczowników (pod kierunkiem Stanisława Piekarczyka). W roku akademickim 1970–1971 pracował jako asystent stażysta na macierzystej uczelni. W 1974 otworzył przewód doktorski i w latach 1974–1996 był pracownikiem w Instytucie Historii PAN (1974–1977 jako doktorant). Tam też obronił pracę doktorską poświęconą Kronice Dzierzwy (w 1977 pod kierunkiem Jerzego Dowiata), był stypendystą niemieckiego Uniwersytetu w Tybindze w latach 1980–1982, a habilitował się w 1984 i od 1986 pracował w IH PAN jako docent. W latach 1996–2012 pracował w Instytucie Historycznym Uniwersytetu Warszawskiego. Od 1993 pracuje na Uniwersytecie Marii Curie-Skłodowskiej, gdzie kieruje Zakładem Historii Powszechnej Średniowiecznej Instytutu Historii Wydziału Humanistycznego UMCS. 22 listopada 1999 otrzymał tytuł profesora nauk humanistycznych w zakresie historii. Do IH PAN powrócił w 2012, tym razem na stanowisko profesora zwyczajnego. Był członkiem Stałego Komitetu Mediewistów Polskich oraz zespołu konsultantów współpracujących z Muzeum Historii Polski w Warszawie. Prywatnie jest zwolennikiem lustracji.

## Badania naukowe
Zaczynał badania jako historyk historiografii późniejszego średniowiecza (XIV w.), by następnie zająć się studiami komparatystycznymi, które dotyczyły tradycji dynastycznych (wątkami fabularno-legendarnymi tych tradycji) wczesnego średniowiecza słowiańsko–germańskiego (czego dotyczyła habilitacja) oraz ideologią władzy tego okresu. W chwili obecnej koncentruje się na wieku X, a konkretnie na dwu pierwszych Ottonach i czasach ich panowania, a zwłaszcza konflikcie sąsiadów przez Ren o Lotaryngię przedstawianym w historiografii z epoki.

## Odznaczenia, nagrody i nominacje
- Nagroda I stopnia KLIO w kategorii autorskiej za najlepszą książkę historyczną: Polskie dzieje bajeczne mistrza Wincentego Kadłubka (Warszawa, 26 listopada 1998)[8]
- Nominacja do Nagrody im. Jana Długosza (1999)
- Medal Komisji Edukacji Narodowej (2010)
- Krzyż Kawalerski Orderu Odrodzenia Polski nadany przez Prezydenta RP Andrzeja Dudę (2019)[1][9]
- Nagroda Lednickiego Orła Piastowskiego (2025)[10][11].

## Publikacje książkowe
- Kronika Dzierzwy – XIV w. kompendium historii ojczystej, Wrocław 1979
- Podanie o Piaście i Popielu. Studium porównawcze nad wczesnośredniowiecznymi tradycjami dynastycznymi, Warszawa 1986 [wydanie 2, Warszawa 2010]
- Polskie dzieje bajeczne mistrza Wincentego Kadłubka, Wrocław 1998[12]
- Takie sobie średniowieczne bajeczki, Kraków 2012
- W stronę rytuałów i Galla Anonima, Kraków 2018
- Na Akwizgran! Na Paryż!, Kraków 2022